# We Close Our Eyes
We Close Our Eyes è un singolo del gruppo musicale britannico Go West, pubblicato nel febbraio 1985 come primo estratto dal primo album in studio Go West.

## Successo commerciale
Il singolo ha ottenuto successo in Europa e nel mondo.